# Відкатка
Відка́тка (рос. откатка, англ. haulage) — у гірничій справі — транспортування гірничої маси та іншого вантажів засобами колісного транспорту підземними гірничими виробками, а також на поверхні в межах гірничого підприємства.
Відкатка буває локомотивна, канатна, а також спеціальними засобами.
До відкаточних посудин відносять вагонетки, спеціальні контейнери, піддони і касети, бункерні поїзди. Призначені для переміщення різних вантажів і перевезення людей, вони повинні бути міцними і жорсткими, оскільки під час руху на них діють великі статичні і динамічні навантаження. Крім того, необхідно, щоб ці посудини мали по можливості невеликі розміри, були достатньо стійкими, зручними при навантаженні і розвантаженні, очистці, причепленні і відчепленні.
Відкатний горизонт — мережа горизонтальних гірничих виробок, по яких здійснюється транспортування корисної копалини та вантажів.